# ۳۰۰۵ (ترانه)
«۳۰۰۵» تک‌آهنگی از هنرمند اهل ایالات متحده آمریکا دونالد گلاور است که در ۲۲ اکتبر ۲۰۱۳ منتشر شد.
این تک‌آهنگ در چارت‌های جزو ده ترانه اول قرار گرفت.